# Conger verreauxi
Conger verreauxi és una espècie de peix pertanyent a la família dels còngrids.

## Descripció
- Pot arribar a fer 200 cm de llargària màxima (normalment, en fa 125) i 5 kg de pes.[2][3][4]

## Hàbitat
És un peix marí, associat als esculls i de clima temperat.

## Distribució geogràfica
Es troba a l'Índic oriental (el sud d'Austràlia des d'Austràlia Occidental fins a Nova Gal·les del Sud) i el Pacífic sud-occidental (Nova Zelanda).

## Observacions
És inofensiu per als humans.